# Нитријски и скитски мученици
Нитријски и скитски мученици, десет хиљада становника нитријске и скитске пустиње су хришћански монаси пострадали 398. године.
Они су били оптужени за наводни оригенизам. Због тога су мучени и убијани под патријархом александријским Теофилом. Верује се да је прави разлог њиховог страдања то што су пружили уточиште свештенику Исидору Пелусиоту који је био на страни светог Јована Златоуста. Патријархов човек је са одредом војника и отишао по њих у пустињу. Војници, напојени вином, ишли су по манастирима и пећинама и колибама, и све монахе испоснике које су затекли посекли су мачем, а многи су се угушили у диму. То се догодило око 398 године.
У Православној цркви је 10. јула (по јулијанском календару) установљен општи помен ових светитеља – успомена на преподобне пустињаке Египта, пострадале од ватре и дима.